# Alió

Położenie gminy na mapie comarki Alt Camp.

Alió – gmina w Hiszpanii,  w Katalonii, w prowincji Tarragona, w comarce Alt Camp.
Powierzchnia gminy wynosi 7,25 km². Zgodnie z danymi INE, w 2005 roku liczba ludności wynosiła 384, a gęstość zaludnienia 52,97 osoby/km². Wysokość bezwzględna gminy równa jest 263 metrów. Współrzędne geograficzne gminy to 41°17'46"N, 1°18'28"E.

## Demografia
- 1991 – 336
- 1996 – 339
- 2001 – 375
- 2004 – 391
- 2005 – 384